# Tessmannianthus quadridomius
Tessmannianthus quadridomius är en tvåhjärtbladig växtart som beskrevs av John Julius Wurdack. Tessmannianthus quadridomius ingår i släktet Tessmannianthus och familjen Melastomataceae. IUCN kategoriserar arten globalt som starkt hotad.
Artens utbredningsområde är Colombia. Inga underarter finns listade i Catalogue of Life.